# Craziest
A Craziest az amerikai Naughty by Nature hiphopcsapat Poverty's Paradise című albumról kimásolt 2. kislemez. A dal a Hot Dance Music lista 1. helyéig jutott, valamint a Hot Rap Singles 5. helyén landolt.[forrás?] A dal klipjét Hype Williams rendezte.

## Tracklista

### A-oldal
1. "Craziest" (Original)- 4:10
2. "Craziest" (Syrup And Water Vocal Mix)- 4:17
3. "Craziest" (Instrumental)- 3:49

### B-oldal
1. "Holdin' Fort" (Original Mix)- 3:35
2. "Holdin' Fort" (LG & LoRider Remix)- 4:13
3. "Craziest" (A Capella)- 3:03

## Slágerlista
| Slágerlista                           | Helyezés |
| ------------------------------------- | -------- |
| Billboard Hot 100                     | # 51     |
| U.S. R&B / Hip-Hop                    | # 27     |
| Hot Rap kislemezlista                 | # 5      |
| Hot Dance Music/Maxi-Singles eladások | # 1      |